# Pseudemys floridana
La tortuga de la llanura costera (Pseudemys floridana) es una especie de gran tortuga de agua dulce herbívora de la familia Emydidae. La especie se encuentra dentro de la llanura costera del sudeste de los Estados Unidos, del extremo sudeste de Virginia hacia el sur a través de toda Florida y hacia el oeste hasta las proximidades de la bahía de Mobile, Alabama. Ocupa la mayor parte del área de distribución geográfica y se sustituye en la península de Florida por la Pseudemys peninsularis, que se distinguen principalmente por diferencias en las marcas de la cabeza. Ambas se pueden distinguir de las especies simpátricas de Pseudemys por el color amarillo impecable de sus plastrones y la falta de una cúspide en forma de U en la mandíbula superior. La longitud del caparazón mide 23 cm normalmente y pesan de 2.5 a 3,5 kg. Las hembras son un poco más grandes y pueden llegar a medir 40 cm de caparazón.
Es principalmente herbívora y habita en lagos, pantanos, lagunas, arroyos de corriente lenta, y otros cuerpos de agua aún con fondos suaves y abundante vegetación acuática. Sin embargo, se puede encontrar en altas densidades en algunas zonas de Florida, generalmente en áreas llenas de vegetación con poco flujo. Esta especie es activa durante todo el año y pasa gran parte del día tomando el sol en los troncos.
Es exportada en el comercio internacional de alimentos y mascotas, con un 60% de individuos capturados y un 40% criados en cautividad. La reciente protección por muchos estados del sureste ha puesto freno a esta explotación ilegal, pero la captura para el consumo local todavía puede poner en peligro algunas poblaciones.

## Galería

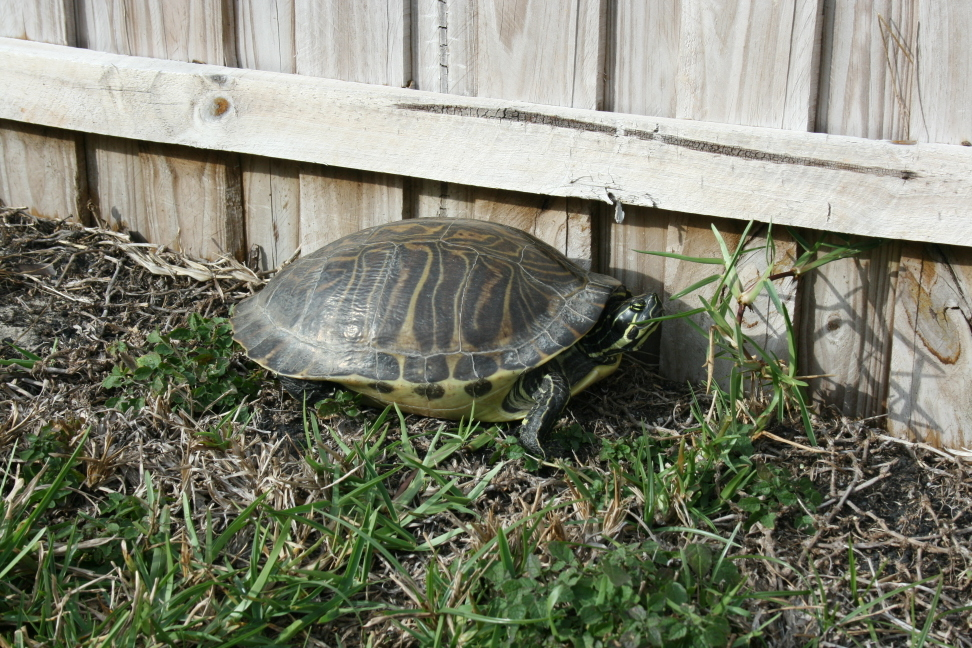
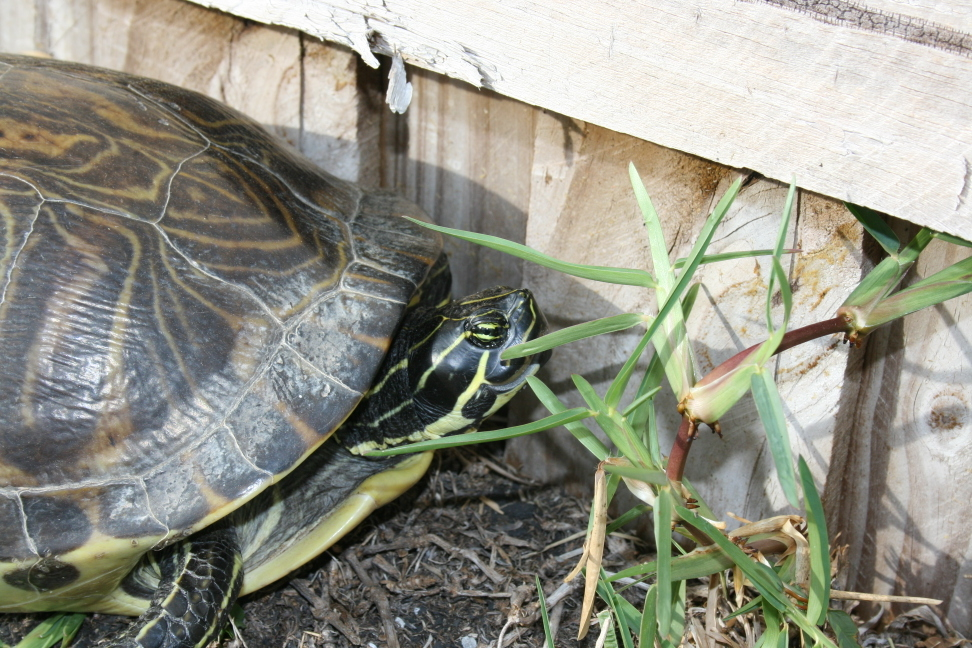